# Styloptocuma angustata
Styloptocuma angustata är en kräftdjursart som beskrevs av Jones 1984. Styloptocuma angustata ingår i släktet Styloptocuma och familjen Nannastacidae. Inga underarter finns listade i Catalogue of Life.